# Communauté de communes du Nord du Bassin de Thau
La Communauté de communes du Nord du Bassin de Thau est une ancienne communauté de communes française, située dans le département de l'Hérault et la région Occitanie.

## Histoire
La Communauté de communes du Nord du Bassin de Thau est issue du Syndicat Intercommunal du Nord du Bassin de Thau. Elle a été créée le 21 décembre 2000.
Le 1er janvier 2017, la CCNBT est fusionnée avec Thau Agglo sur décision unilatérale du préfet de l'Hérault après avis de la commission départementale de coopération intercommunale du 14 mars 2016.

## Communes
La Communauté de communes du Nord du Bassin de Thau regroupe les 6 communes :
| Nom                 | Code Insee | Gentilé        | Superficie (km2) | Population (dernière pop. légale) | Densité (hab./km2) |
| ------------------- | ---------- | -------------- | ---------------- | --------------------------------- | ------------------ |
| Villeveyrac (siège) | 34341      | Villeveyracois | 37,12            | 3 768 (2014)                      | 102                |
| Bouzigues           | 34039      | Bouzigauds     | 3,05             | 1 758 (2014)                      | 576                |
| Loupian             | 34143      | Loupianais     | 16,00            | 2 154 (2014)                      | 135                |
| Mèze                | 34157      | Mézois         | 34,59            | 11 196 (2014)                     | 324                |
| Montbazin           | 34165      | Montbazinois   | 21,13            | 2 994 (2014)                      | 142                |
| Poussan             | 34213      | Poussannais    | 30,08            | 6 089 (2014)                      | 202                |

## Compétences
Compétences obligatoires
• L’aménagement de l’espace communautaire
• Le développement économique

Compétences supplémentaires
• Capture des animaux errants et fourrière animale
• Diagnostics et fouilles archéologiques préventives
• Archéologie et conservation du patrimoine
• Zone de Développement de l’Eolien (ZDE)
• Aire de grand passage des gens du voyage

Compétences optionnelles
• Protection et mise en valeur de l’environnement, et soutien aux actions de maîtrise de la demande d’énergie
• Assainissement
• Politique du logement social